# Parque Nacional del Chicamocha
Parque Nacional del Chicamocha är en nationalpark i Colombia.   Den ligger i departementet Santander, i den centrala delen av landet, 260 km norr om huvudstaden Bogotá. Parque Nacional del Chicamocha ligger 1 300 meter över havet. Arean är 2,6 kvadratkilometer.
Terrängen runt Parque Nacional del Chicamocha är bergig åt nordost, men åt sydväst är den kuperad. Runt Parque Nacional del Chicamocha är det ganska glesbefolkat, med 42 invånare per kvadratkilometer. Närmaste större samhälle är Curití, 15,8 km söder om Parque Nacional del Chicamocha. I omgivningarna runt Parque Nacional del Chicamocha växer i huvudsak städsegrön lövskog.